# 330e division d'infanterie
La 330e division d'infanterie (en allemand : 330. Infanterie-Division ou 330. ID) est une des divisions d'infanterie de l'armée allemande (Wehrmacht) durant la Seconde Guerre mondiale.

## Historique
La 330e division d'infanterie a été formée le 15 décembre 1941 sur le Truppenübungsplatz (terrain de manœuvres) de Wandern dans la Wehrkreis III en tant que Walküre-Division sous la 17. Welle (17e vague de mobilisation).
Elle est dissoute le 2 novembre 1943 après avoir subi de lourdes pertes sur le Front de l'Est dans le secteur de Gorki. Les éléments survivants forment le Divisions-Gruppe 330 qui est assigné à la 342. Infanterie-Division.

## Organisation

### Commandants
| Début             | fin               | Grade                  | Commandant                        |
| ----------------- | ----------------- | ---------------------- | --------------------------------- |
| 17 décembre 1941  | 5 janvier 1942    | Generalleutnant        | Karl Graf                         |
| 5 janvier 1942    | 22 juin 1943      | General der Kavallerie | Edwin Graf von Rotkirch und Trach |
| 22 juin 1943      | 23 septembre 1943 | Generalmajor           | Georg Zwade                       |
| 23 septembre 1943 | 5 octobre 1943    | Generalleutnant        | Wilhelm Falley                    |
| 5 octobre 1943    | 5 novembre 1943   | Generalmajor           | Hans Sauerbrey                    |

### Rattachement
| Date        | Armeekorps   | Armee           | Heeresgruppe | Position |
| ----------- | ------------ | --------------- | ------------ | -------- |
| 1941        |              |                 |              |          |
| 17 décembre | En formation | -               | -            | Wandern  |
| 1942        |              |                 |              |          |
| Janvier     | OKH          | -               | -            | Wandern  |
| Février     | LIX          | 3. Panzer-Armee | Mitte        | Demidov  |
| Mai         | LIX          | -               | Mitte        | Demidov  |
| Novembre    | XXXXI        | 9. Armee        | Mitte        | Welish   |
| Décembre    | VI           | 9. Armee        | Mitte        | Welish   |
| 1943        |              |                 |              |          |
| Janvier     | VI           | 9. Armee        | Mitte        | Welish   |
| Avril       | VI           | 3. Panzerarmee  | Mitte        | Welish   |
| Septembre   | IX           | 4. Armee        | Mitte        | Orscha   |
| Octobre     | IX           | 4. Armee        | Mitte        | Orscha   |

## Théâtres d'opérations
- Front de l'Est secteur Centre : Décembre 1941 - Novembre 1943

## Ordre de bataille
1941
- Infanterie-Regiment 554
- Infanterie-Regiment 555
- Infanterie-Regiment 556
- Artillerie-Regiment 330
- Pionier-Bataillon 330
- Panzerjäger- und Aufklärungs-Abteilung 330
- Divisions-Nachrichten-Abteilung 330
- Divisions-Nachschubführer 330

Avril 1943
- Grenadier-Regiment 554
- Grenadier-Regiment 555
- Artillerie-Regiment 330
- Pionier-Bataillon 330
- Panzerjäger- und Aufklärungs-Abteilung 330
- Divisions-Nachrichten-Abteilung 330
- Divisions-Nachschubführer 330